# Usatowe
Usatowe – wieś na Ukrainie, w obwodzie odeskim, w rejonie bielajewskim. W 2001 roku liczyła 8031 mieszkańców.